# Haplochernes ellenae
Haplochernes ellenae es una especie de arácnido del orden Pseudoscorpionida de la familia Chernetidae.

## Distribución geográfica
Se encuentra en las islas Fiyi.